# 雙魂
《双魂》（英語：Walk With Me）是一部2019年粤语悬疑恐怖片，由馬來西亞與香港聯合出品。本劇講述一位女子近来被她的洋娃娃玩偶所困擾，工作上饱受欺凌的她向那位娃娃诉苦，却没想到這個洋娃娃竟然开始幫她報仇。
導演為李勇昌；卫诗雅、林德信、吴浣仪、吴耀汉、戚玉武、关宝慧主演。

## 剧情简介
馬宥心（衛詩雅 飾）自小就得不到父母的愛，與嗜賭的父親（吳耀漢 飾）和當護士的母親（吳浣儀 飾）住在一起，陪伴她的只有一個她最愛的洋娃娃。她在上班的製衣廠受盡其他工友的欺凌和經理的性騷擾，卻不敢反抗，也開始常常感到她那個綁著孖辨或雙馬尾的洋娃娃在跟著她。母親的詭異反應讓宥心覺得，那洋娃娃是被以前意外流產的弟弟上了身。一晚，飽受欺淩的宥心，忍不住偷偷向洋娃娃許願，希望它幫助殺死傷害她的那些壞人。隨後，死亡接二連三發生。當一個人的身體裡住了兩個極端的靈魂，到底會造成怎樣的結果?

## 演员列表
- 卫诗雅
- 林德信
- 吴浣仪
- 吴耀汉
- 戚玉武
- 关宝慧
- 秦顺薏
- 朱健美
- 庄雪梅
- 陈芷琳
- 高志森
- 吴嘉龙
- 乔宝宝
- 张启乐

## 製作
本片的導演為馬來西亞籍的李勇昌，被廣稱大马“鬼王导演”。本片是继《超渡》、《守夜》(2013) 、《怨灵2》(2017) 后，他的第四部鬼片。本片的演員來自三地，参演的香港演员有卫诗雅、吴嘉龙、林德信、关宝慧、吴耀汉、吴浣仪、乔宝宝、张启乐等人、中国籍的戚玉武，和馬來西亞演員庄雪梅、秦顺薏、朱健美和陈芷琳。本片于马来西亚取景。

## 外部連結
- 香港影庫上《雙魂》的資料（繁體中文）
- 豆瓣电影上《雙魂》的資料 （简体中文）
- 时光网上《雙魂》的資料（简体中文）
- 互联网电影数据库（IMDb）上《雙魂》的资料（英文）